# Ley de quórum calificado
La ley de quórum calificado es una categoría especial de ley del ordenamiento jurídico chileno, establecida por la Constitución, que versa sobre materias señaladas en el mismo texto constitucional y que requieren para ser aprobadas, modificadas o derogadas de la mayoría absoluta de los diputados y senadores en ejercicio. No pueden ser objeto de delegación de facultades legislativas. 
Las materias que la Constitución confía a leyes de cuórum calificado son las siguientes:
- Reserva o secreto de los actos y resoluciones de los órganos del Estado.
- Conductas terroristas y su penalidad.
- Pena de muerte.
- Delitos y abusos que se cometan en el ejercicio de la libertad de emitir opinión y la de informar.
- Organización y demás funciones y atribuciones del Consejo Nacional de Televisión.
- Regulación del ejercicio del derecho a la seguridad social.
- Autorización del Estado y sus organismos para desarrollar actividades empresariales o participar en ellas.
- Limitaciones o requisitos para la adquisición del dominio de algunos bienes.
- Autorización para contratar empréstitos cuyo vencimiento exceda del término de duración del respectivo período presidencial.
- Indultos generales y amnistías.
- Derecho a poseer o tener armas u otros elementos similares (control de armas).